# Georgetown (Saint Vincent i Grenadyny)

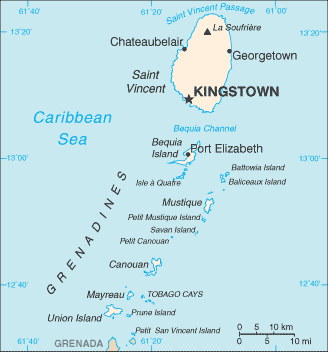
Georgetown na wyspie Saint Vincent

Georgetown – miasto w Saint Vincent i Grenadynach, na wyspie Saint Vincent; 1700 mieszkańców (2006). Miasto jest stolicą parafii Charlotte. Drugie co do wielkości miasto kraju.